# Secrétaire à la Marine des États-Unis
Le secrétaire à la Marine des États-Unis (en anglais : United States Secretary of the Navy, abrégé en SECNAV) est le chef civil du département de la Marine. Le poste est occupé par un membre du cabinet du président des États-Unis jusqu'en 1947, quand la Marine, l'Armée de terre et l'Armée de l'air sont regroupées dans le nouvellement créé département de la Défense. Le poste de secrétaire à la Marine est alors placé sous l'autorité du secrétaire à la Défense au lieu d'être un membre du cabinet présidentiel.

## Responsabilités
Le secrétaire à la Marine est responsable et possède l'autorité, selon le titre 10 du Code des États-Unis, de diriger toutes les affaires du département de la Marine, comprenant : le recrutement, l'organisation, l'équipement, l'entrainement, la mobilisation, et la démobilisation. Le secrétaire supervise aussi la construction, l'armement, la réparation de la flotte, l'équipement et les installations. Il est responsable pour la formulation et l'implémentation des politiques et des programmes qui sont cohérents avec les politiques de sécurité nationale et des objectifs établis par le président et le secrétaire à la Défense. Le département de la Marine se compose de deux services militaires : la Marine des États-Unis et le corps des Marines des États-Unis.

## Secrétariat à la Marine
Le siège du secrétaire à la Marine et ses officiels subordonnés sont connus collectivement comme le secrétariat de la Marine. Les autres membres du secrétariat comprenant le sous-secrétaire de la Marine et les secrétaires assistants à la Marine (Assistant Secretaries of the Navy abrégé ASN).
Selon l'ordre exécutif 13533 du 1er mars 2010, le secrétaire à la Marine est troisième dans l'ordre de succession du secrétaire à la Défense des États-Unis derrière le secrétaire adjoint de la Défense et le secrétaire à l'Armée.

## Liste des secrétaires à la Marine des États-Unis
| N° | Image | Nom                       | État                 | Mandat                              | Président                                  |
| -- | ----- | ------------------------- | -------------------- | ----------------------------------- | ------------------------------------------ |
| 1  |       | Benjamin Stoddert         | Maryland             | 18 juin 1798 - 31 décembre 1801     | John Adams                                 |
| 2  |       | Robert Smith              | Maryland             | 27 juillet 1801 - 4 mars 1809       | Thomas Jefferson                           |
| 3  |       | Paul Hamilton             | Caroline du Sud      | 15 mai 1809 - 31 décembre 1812      | James Madison                              |
| 4  |       | William Jones             | Pennsylvanie         | 19 janvier 1813 - 1er décembre 1814 | James Madison                              |
| 5  |       | Benjamin W. Crowninshield | Massachusetts        | 16 janvier 1815 - 30 septembre 1818 | James Madison, James Monroe                |
| 6  |       | Smith Thompson            | New York             | 1er janvier 1819 - 31 août 1823     | James Monroe                               |
| 7  |       | Samuel L. Southard        | New Jersey           | 16 septembre 1823 - 4 mars 1829     | James Monroe, John Quincy Adams            |
| 8  |       | John Branch               | Caroline du Nord     | 9 mars 1829 - 12 mai 1831           | Andrew Jackson                             |
| 9  |       | Levi Woodbury             | New Hampshire        | 23 mai 1831 - 30 juin 1834          | Andrew Jackson                             |
| 10 |       | Mahlon Dickerson          | New Jersey           | 1er juillet 1834 - 30 juin 1838     | Andrew Jackson, Martin Van Buren           |
| 11 |       | James Kirke Paulding      | New York             | 1er juillet 1838 - 4 mars 1841      | Martin Van Buren                           |
| 12 |       | George E. Badger          | Caroline du Nord     | 6 mars 1841 - 11 septembre 1841     | William Henry Harrison, John Tyler         |
| 13 |       | Abel P. Upshur            | Virginie             | 11 octobre 1841 - 23 juillet 1843   | John Tyler                                 |
| 14 |       | David Henshaw             | Massachusetts        | 24 juillet 1843 - 18 février 1844   | John Tyler                                 |
| 15 |       | Thomas W. Gilmer          | Virginie             | 19 février 1844 - 28 février 1844   | John Tyler                                 |
| 16 |       | John Y. Mason             | Virginie             | 26 mars 1844 - 4 mars 1845          | John Tyler                                 |
| 17 |       | George Bancroft           | Massachusetts        | 11 mars 1845 - 9 septembre 1846     | James K. Polk                              |
| 18 |       | John Y. Mason             | Virginie             | 10 septembre 1846 - 4 mars 1849     | James K. Polk                              |
| 19 |       | William B. Preston        | Virginie             | 8 mars 1849 - 22 juillet 1850       | Zachary Taylor                             |
| 20 |       | William A. Graham         | Caroline du Nord     | 2 août 1850 - 25 juillet 1852       | Millard Fillmore                           |
| 21 |       | John P. Kennedy           | Maryland             | 26 juillet 1852 - 4 mars 1853       | Millard Fillmore                           |
| 22 |       | James C. Dobbin           | Caroline du Nord     | 8 mars 1853 - 4 mars 1857           | Franklin Pierce                            |
| 23 |       | Isaac Toucey              | Connecticut          | 7 mars 1857 - 4 mars 1861           | James Buchanan                             |
| 24 |       | Gideon Welles             | Connecticut          | 7 mars 1861 - 4 mars 1869           | Abraham Lincoln, Andrew Johnson            |
| 25 |       | Adolph E. Borie           | Pennsylvanie         | 9 mars 1869 - 25 juin 1869          | Ulysses S. Grant                           |
| 26 |       | George M. Robeson         | New Jersey           | 26 juin 1869 - 4 mars 1877          | Ulysses S. Grant                           |
| 27 |       | Richard W. Thompson       | Indiana              | 13 mars 1877 - 20 décembre 1880     | Rutherford B. Hayes                        |
| 28 |       | Nathan Goff, Jr.          | Virginie-Occidentale | 7 janvier 1881 - 4 mars 1881        | Rutherford B. Hayes                        |
| 29 |       | William H. Hunt           | Louisiane            | 7 mars 1881 - 16 avril 1882         | James A. Garfield, Chester A. Arthur       |
| 30 |       | William E. Chandler       | New Hampshire        | 16 avril 1882 - 4 mars 1885         | Chester A. Arthur                          |
| 31 |       | William Collins Whitney   | New York             | 7 mars 1885 - 4 mars 1889           | Grover Cleveland                           |
| 32 |       | Benjamin Tracy            | New York             | 6 mars 1889 - 4 mars 1893           | Benjamin Harrison                          |
| 33 |       | Hilary A. Herbert         | Alabama              | 7 mars 1893 - 4 mars 1897           | Grover Cleveland                           |
| 34 |       | John Davis Long           | Massachusetts        | 6 mars 1897 - 30 avril 1902         | William McKinley, Theodore Roosevelt       |
| 35 |       | William Henry Moody       | Massachusetts        | 1er mai 1902 - 30 juin 1904         | Theodore Roosevelt                         |
| 36 |       | Paul Morton               |                      | 1er juillet 1904 - 30 juin 1905     | Theodore Roosevelt                         |
| 37 |       | Charles Joseph Bonaparte  | Maryland             | 1er juillet 1905 - 16 décembre 1906 | Theodore Roosevelt                         |
| 38 |       | Victor H. Metcalf         | Californie           | 17 décembre 1906 - 30 novembre 1908 | Theodore Roosevelt                         |
| 39 |       | Truman Handy Newberry     | Michigan             | 1er décembre 1908 - 4 mars 1909     | Theodore Roosevelt                         |
| 40 |       | George von Lengerke Meyer | Massachusetts        | 6 mars 1909 - 4 mars 1913           | William Howard Taft                        |
| 41 |       | Josephus Daniels          | Caroline du Nord     | 5 mars 1913 - 4 mars 1921           | Woodrow Wilson                             |
| 42 |       | Edwin Denby               | Michigan             | 6 mars 1921 - 10 mars 1924          | Warren G. Harding, Calvin Coolidge         |
| 43 |       | Curtis Dwight Wilbur      | Californie           | 19 mars 1924 - 4 mars 1929          | Calvin Coolidge                            |
| 44 |       | Charles F. Adams III      | Massachusetts        | 5 mars 1929 - 4 mars 1933           | Herbert Hoover                             |
| 45 |       | Claude A. Swanson         | Virginie             | 4 mars 1933 - 7 juillet 1939        | Franklin Delano Roosevelt                  |
| 46 |       | Charles Edison            | New Jersey           | 7 juillet 1939 - 2 janvier 1940     | Franklin Delano Roosevelt                  |
| 47 |       | Frank Knox                | Illinois             | 11 juillet 1940 - 28 avril 1944     | Franklin Delano Roosevelt                  |
| 48 |       | James V. Forrestal        | New York             | 19 mai 1944 - 17 septembre 1947     | Franklin Delano Roosevelt, Harry S. Truman |

| N° | Image | Nom                                 | Mandat                               | a servi sous                               |
| -- | ----- | ----------------------------------- | ------------------------------------ | ------------------------------------------ |
| 1  |       | John L. Sullivan                    | 18 septembre 1947 - 24 mai 1949      | Harry S. Truman                            |
| 2  |       | Francis P. Matthews                 | 25 mai 1949 - 31 juillet 1951        | Harry S. Truman                            |
| 3  |       | Dan A. Kimball                      | 31 juillet 1951 - 20 janvier 1953    | Harry S. Truman                            |
| 4  |       | Robert B. Anderson                  | 4 février 1953 - 3 mars 1954         | Dwight D. Eisenhower                       |
| 5  |       | Charles S. Thomas                   | 3 mai 1954 - 1er avril 1957          | Dwight D. Eisenhower                       |
| 6  |       | Thomas S. Gates                     | 1er avril 1957 - 8 juin 1959         | Dwight D. Eisenhower                       |
| 7  |       | William B. Franke                   | 8 juin 1959 - 19 janvier 1961        | Dwight D. Eisenhower                       |
| 8  |       | John Bowden Connally                | 25 janvier 1961 - 20 décembre 1961   | John Fitzgerald Kennedy                    |
| 9  |       | Fred Korth                          | 4 janvier 1962 - 1er novembre 1963   | John Fitzgerald Kennedy                    |
|    |       | Paul B. Fay (intérim)               | 2 novembre 1963 - 28 novembre 1963   | John Fitzgerald Kennedy, Lyndon B. Johnson |
| 10 |       | Paul H. Nitze                       | 29 novembre 1963 - 30 juin 1967      | Lyndon B. Johnson                          |
|    |       | Charles F. Baird (intérim)          | 1er juillet 1967 - 31 août 1967      | Lyndon B. Johnson                          |
| 11 |       | Paul R. Ignatius                    | 1er septembre 1967 - 24 janvier 1969 | Lyndon B. Johnson                          |
| 12 |       | John H. Chafee                      | 31 janvier 1969 - 4 mai 1972         | Richard Nixon                              |
| 13 |       | John Warner                         | 4 mai 1972 - 8 avril 1974            | Richard Nixon                              |
| 14 |       | John William Middendorf II          | 8 avril 1974 - 20 janvier 1977       | Richard Nixon, Gerald Ford                 |
| 15 |       | W. Graham Claytor, Jr.              | 14 février 1977 - 24 août 1979       | Jimmy Carter                               |
| 16 |       | Edward Hidalgo                      | 24 octobre 1979 - 20 janvier 1981    | Jimmy Carter                               |
| 17 |       | John Lehman                         | 5 février 1981 - 10 avril 1987       | Ronald Reagan                              |
| 18 |       | Jim Webb                            | 1er mai 1987 - 23 février 1988       | Ronald Reagan                              |
| 19 |       | William L. Ball                     | 28 mars 1988 - 15 mai 1989           | Ronald Reagan, George H. W. Bush           |
| 20 |       | Henry L. Garrett III                | 15 mai 1989 - 26 juin 1992           | George H. W. Bush                          |
|    |       | Daniel Howard (intérim)             | 26 juin 1992 - 7 juillet 1992        | George H. W. Bush                          |
| 21 |       | Sean O'Keefe                        | 2 octobre 1992 - 20 janvier 1993     | George H. W. Bush                          |
|    |       | Admiral Frank B. Kelso II (intérim) | 2 janvier 1993 - 21 juillet 1993     | Bill Clinton                               |
| 22 |       | John H. Dalton                      | 22 juillet 1993 - 16 novembre 1998   | Bill Clinton                               |
| 23 |       | Richard Danzig                      | 16 novembre 1998 - 20 janvier 2001   | Bill Clinton                               |
|    |       | Robert B. Pirie, Jr. (intérim)      | 20 janvier 2001 - 24 mai 2001        | George W. Bush                             |
| 24 |       | Gordon R. England                   | 24 mai 2001 - 30 janvier 2003        | George W. Bush                             |
|    |       | Susan Livingstone (intérim)         | 30 janvier 2003 - 7 février 2003     | George W. Bush                             |
|    |       | Hansford T. Johnson (intérim)       | 7 février 2003 - 30 septembre 2003   | George W. Bush                             |
| 25 |       | Gordon R. England                   | 1er octobre 2003 - 3 janvier 2006    | George W. Bush                             |
| 26 |       | Donald C. Winter                    | 3 janvier 2006 - 13 mars 2009        | George W. Bush                             |
|    |       | B. J. Penn (intérim)                | 13 mars 2009 - 19 mai 2009           | Barack Obama                               |
| 27 |       | Ray Mabus                           | 18 juin 2009 - 20 janvier 2017       | Barack Obama                               |
|    |       | Sean Stackley (en) (intérim)        | 20 janvier 2017 - 3 août 2017        | Donald Trump                               |
| 28 |       | Richard V. Spencer                  | 3 août 2017 - 24 novembre 2019       | Donald Trump                               |
|    |       | Thomas Modly (intérim)              | 25 novembre 2019 - 7 avril 2020      | Donald Trump                               |
|    |       | James McPherson (intérim)           | 7 avril 2020 - 29 mai 2020           | Donald Trump                               |
| 29 |       | Kenneth Braithwaite                 | 29 mai 2020 - 20 janvier 2021        | Donald Trump                               |
|    |       | Thomas W. Harker (intérim)          | 20 janvier 2021 - 9 août 2021        | Joe Biden                                  |
| 30 |       | Carlos Del Toro                     | 9 août 2021 - 20 janvier 2025        | Joe Biden                                  |
|    |       | Terence Emmert (intérim)            | 20 janvier 2025 - 25 mars 2025       | Donald Trump                               |
| 31 |       | John Phelan (en)                    | Depuis le 25 mars 2025               | Donald Trump                               |